# 2010年冬季奥林匹克运动会黑山代表团
蒙特內哥羅在本屆冬季奧運會中，首度以獨立代表團的身分參與。在此之前，該國運動員是以南斯拉夫及塞蒙的身分參與。本次的參賽選手只有博扬·科西奇一人。